# Portada/article gener 21

## Revolució islàmica
La Revolució islàmica (en persa: انقلاب اسلامی, Enghelābe Eslāmi) de l'Iran és el conjunt d'esdeveniments que comporten el derrocament de la monarquia (personalitzada en el Xa Mohammad Reza Pahlavi) i la seva substitució per una República islàmica sota el lideratge de l'Aiatol·là Ruhol·lah Khomeini. S'ha considerat un esdeveniment que "ha fet del fonamentalisme islàmic una força política... des del Marroc fins a Malàisia". El seu nom està justificat plenament per l'enorme originalitat que té en la història mundial, però també rep el nom més local de "Revolució iraniana".